# Wokzalna
Wokzalna (ukr. Вокзальна) – jedna ze stacji kijowskiego metra na linii Swjatoszynśko-Browarśkiej. Została otwarta 6 listopada 1960 roku.
Nazwa stacji pochodzi od głównego dworca kolejowego.